# Barkeria spectabilis
Espèce
Statut CITES
Barkeria spectabilis est une espèce d'orchidées du genre Barkeria originaire d'Amérique centrale.